# Rekkeswinth

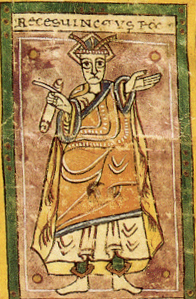
Darstellung Rekkeswinths in der Crónica Albeldense

Rekkeswinth (Flavius Reccessvindus Rex; † 1. September 672 in Gerticos) war König der Westgoten. Er regierte vom 20. Januar 649 (als Mitregent seines Vaters) bzw. 30. September 653 (als Alleinherrscher) bis zu seinem Tod.

## Herkunft und Regierungsantritt

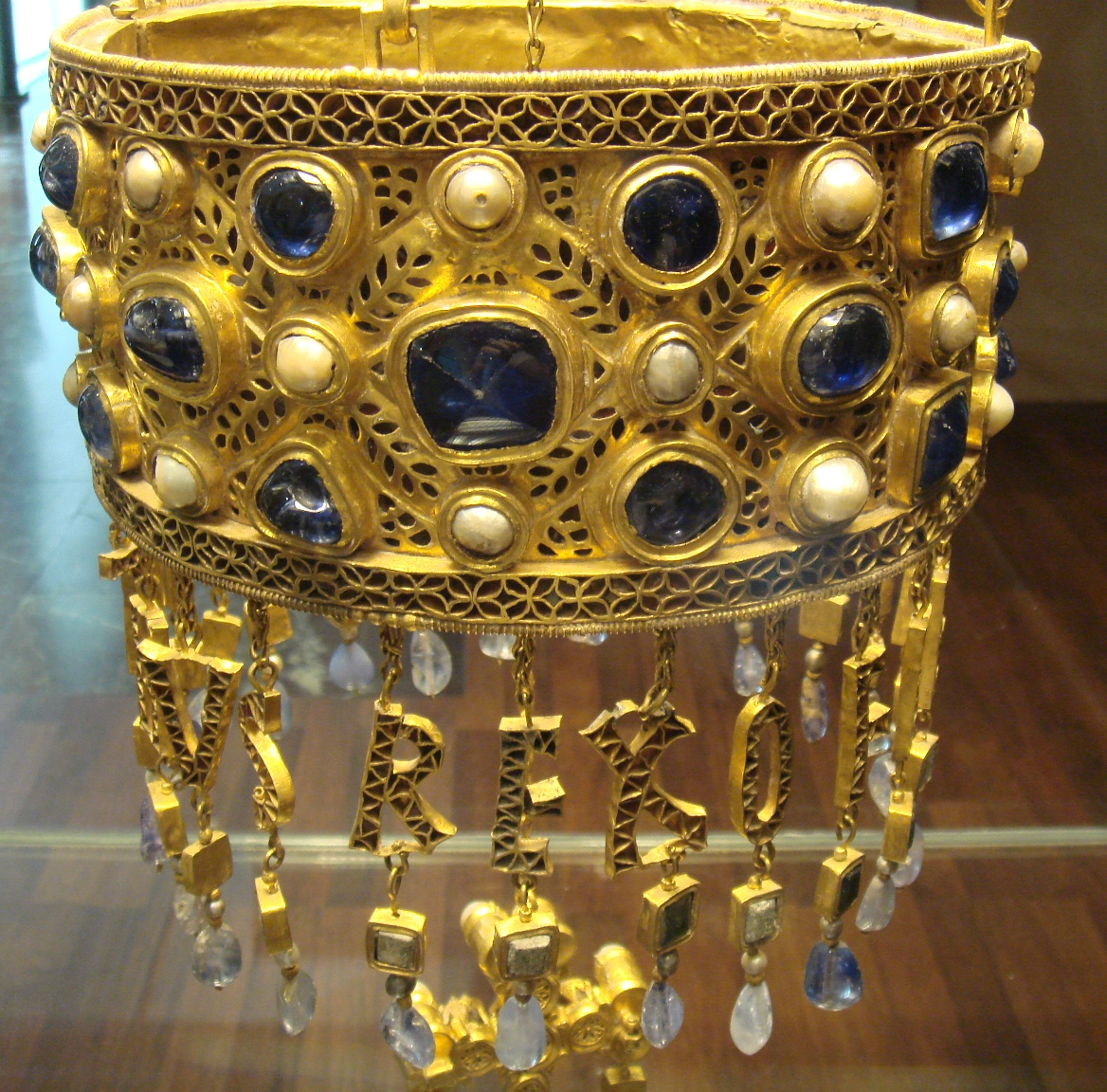
Die Votivkrone von König Rekkeswinth aus dem Schatz von Guarrazar

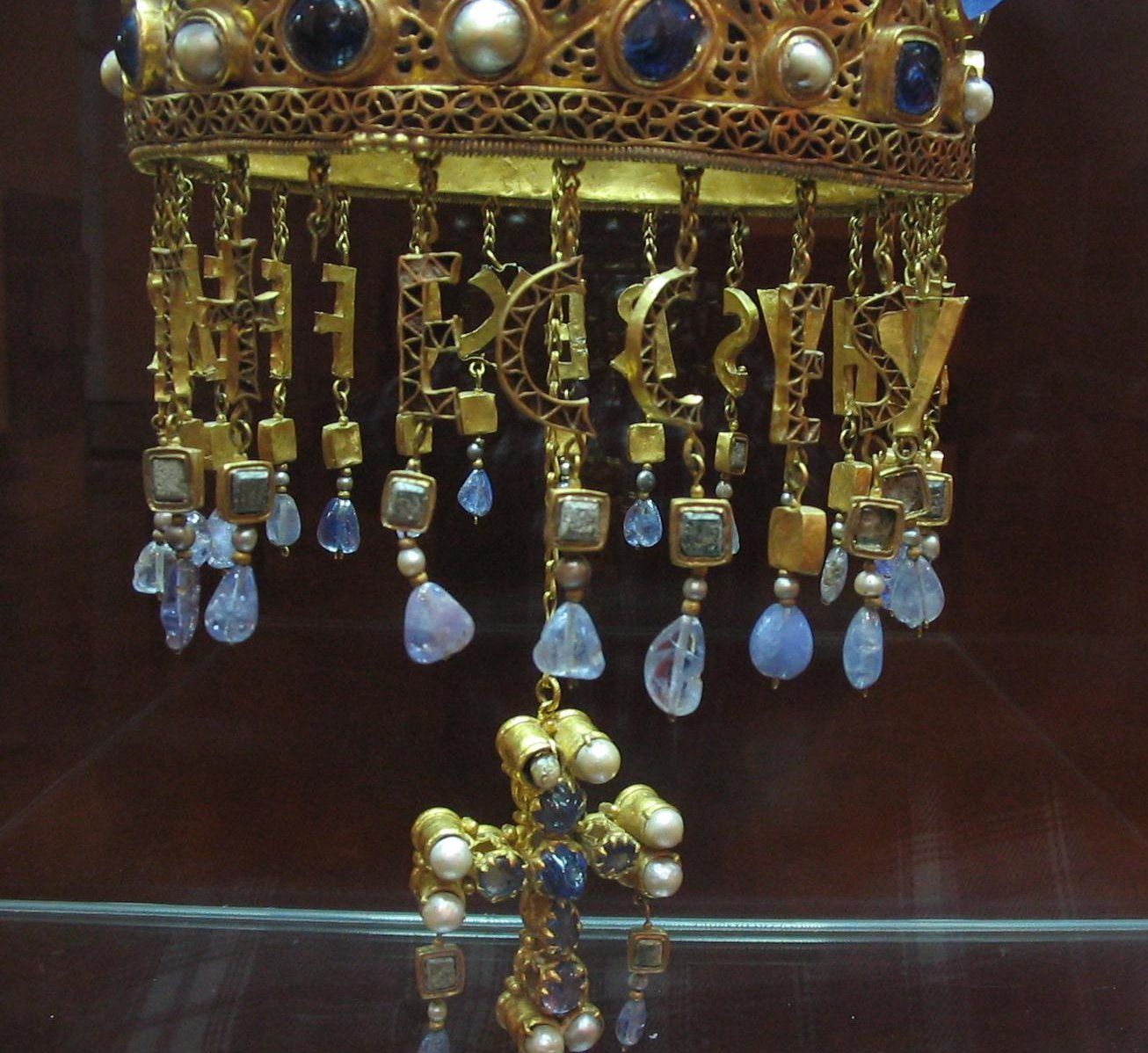
Anhänger (Pendilien) der Votivkrone

Rekkeswinth war der Sohn und Nachfolger des Königs Chindaswinth. Chindaswinth war 642 durch einen Staatsstreich an die Macht gekommen, als er bereits rund achtzig Jahre alt war. Am 20. Januar 649 erhob Chindaswinth seinen Sohn zum Mitherrscher. Damit wollte er eine Dynastie gründen und das Wahlrecht ausschalten. Zuvor hatte Bischof Braulio von Saragossa zusammen mit einem anderen Bischof und einem hohen Beamten einen verfassungsgeschichtlich aufschlussreichen Brief an Chindaswinth gerichtet. Die drei Absender bitten den König, seinen Sohn zum Mitherrscher zu machen, da Rekkeswinth in einem Alter sei, in dem er zur Kriegführung in der Lage sei. Diese Bitte tragen sie im Namen der gesamten Bevölkerung der ihnen unterstellten Gebiete vor. Wahrscheinlich hatte Chindaswinth die Bischöfe und wichtige weltliche Amtsträger seines Reichs aufgefordert, solche Briefe zu schreiben. Damit wollte er offenbar der Erhebung seines Sohnes Legitimität verschaffen; der fehlende Wahlakt sollte durch schriftliche Willenserklärungen ersetzt werden. Die Erwähnung des Willens aller Untertanen ist möglicherweise ein Indiz für eine alte, noch nicht vergessene Vorstellung von einem Mitwirkungsrecht des Volkes (das heißt einer Volksversammlung) bei solchen Entscheidungen. Den Hintergrund der Bemühungen um Absicherung der Nachfolge bildeten die starken Spannungen zwischen Chindaswinth und dem Klerus und Adel des Reichs; in weiten Kreisen war Chindaswinth verhasst. 
Wegen seines hohen Alters überließ Chindaswinth Rekkeswinth zunehmend die Regierungsgeschäfte. Beim Tod Chindaswinths am 30. September 653 konnte Rekkeswinth umgehend die Alleinherrschaft antreten; eine Königswahl fand nicht statt.

## Regierung
In Nordspanien unternahm 653 ein Usurpator namens Froia einen Aufstand, wobei er sich mit den Basken verbündete. Die Aufständischen belagerten Saragossa, doch konnte die Revolte schnell niedergeworfen werden. Von dieser Episode abgesehen war Rekkeswinths Regierungszeit anscheinend weitgehend von innerem und äußerem Frieden geprägt.
Rekkeswinth berief zwei Reichssynoden ein, das 8. Konzil von Toledo im Jahre 653 und das 10. Konzil von Toledo im Jahre 656 (das 9. Konzil war nur eine Provinzialsynode). Da er mit den Ergebnissen dieser Konzile unzufrieden war, ließ er in seinen restlichen 16 Regierungsjahren kein Reichskonzil mehr zu. Die Konzilsväter hatten sich nämlich mit ihren Beschlüssen gegen seine Interessen gestellt, vor allem indem sie in ihren Ausführungen zum Königtum den Amtsgedanken betonten und grundsätzlich auf dem Prinzip des Wahlkönigtums beharrten. Damit bezweifelten sie indirekt die Legitimität seiner Herrschaft. Das 8. Konzil von Toledo bestimmte als Ort der Königswahl Toledo bzw. den Sterbeort des verstorbenen Königs. Außerdem gab es zwischen dem König und den Bischöfen Meinungsverschiedenheiten über die umfangreichen Besitztümer, die Chindaswinth konfisziert hatte, was nach Auffassung der Bischöfe zu Unrecht geschehen war.
654 veröffentlichte Rekkeswinth ein Gesetzbuch, den Liber iudiciorum (Buch der Urteile) oder Liber iudicum (Buch der Richter), das fortan das einzige Gesetzbuch des Reichs sein sollte; die Verwendung anderer Rechtsquellen wurde verboten. Dieses Werk enthielt das für Goten und Romanen gleichermaßen geltende und somit territoriale Recht, das nicht wie die Stammesrechte von der ethnischen Zugehörigkeit der Personen ausging. Es war vorwiegend von römischem, nur stellenweise von germanischem Rechtsdenken bestimmt. Das Gesetzbuch verbot jüdische Bräuche und Riten, denn Rekkeswinth wollte ebenso wie andere Westgotenkönige starken Druck auf die Juden ausüben, um sie zu zwingen, sich zum Christentum zu bekehren. Schmähung des Herrschers (Majestätsbeleidigung) wurde ein Straftatbestand und war mit Konfiskation des halben Vermögens des Täters zu bestrafen; bei Majestätsbeleidigung gegen einen bereits verstorbenen Herrscher war Auspeitschung vorgesehen.
Rekkeswinth war mit Recciberga verheiratet, die ihrer Grabinschrift zufolge nach siebenjähriger Ehe im Alter von 22 Jahren und acht Monaten starb. Anscheinend hatte er keinen männlichen Erben.